# 薩格勒布纜車

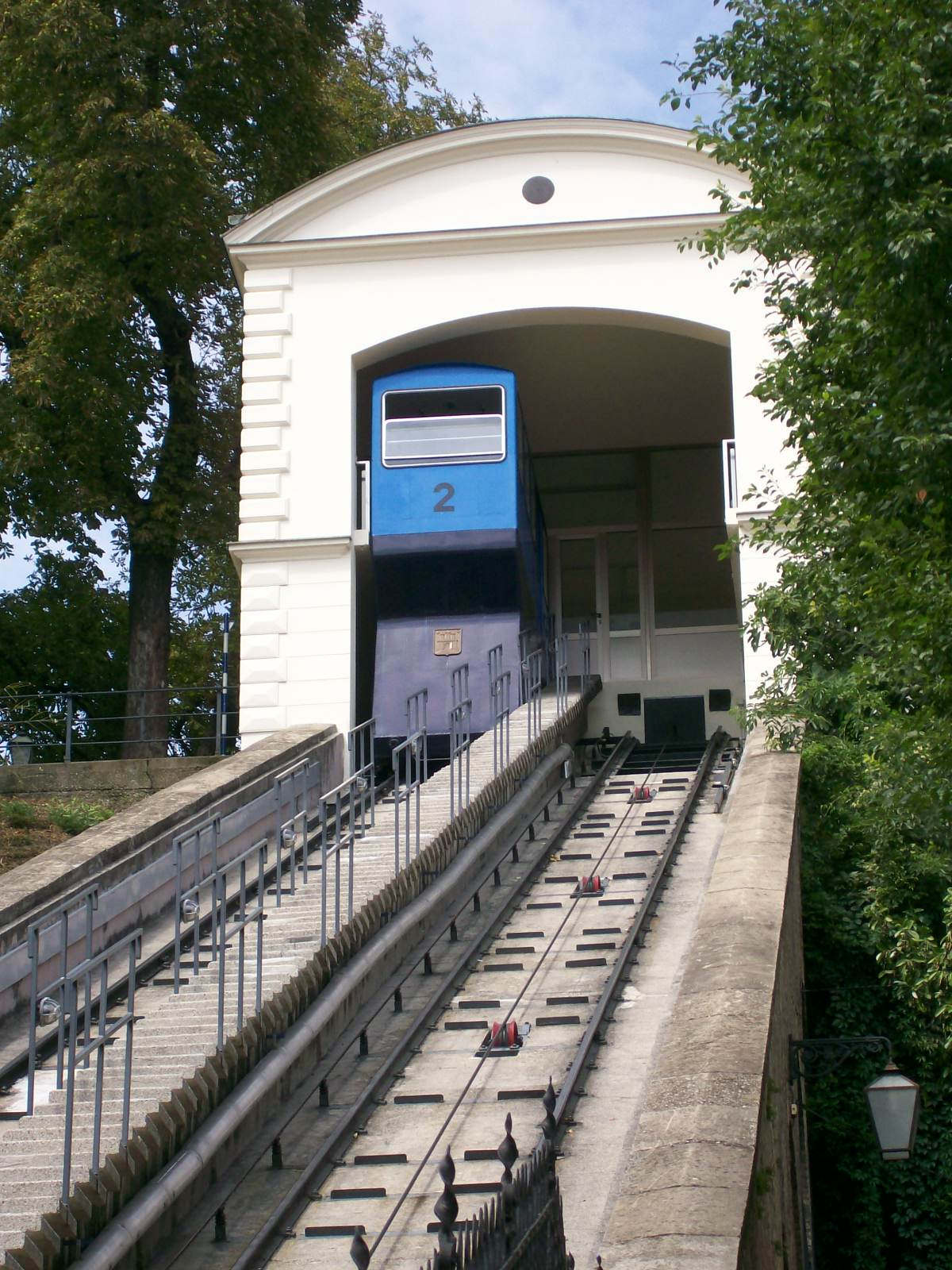
薩格勒布纜車

薩格勒布纜車是克羅埃西亞首都薩格勒布的纜索鐵路系統。薩格勒布纜車全長66（217英尺），是世界最短的公共交通纜車系統。薩格勒布纜車修建於1890年，自1893年4月23日通車。

## 外部連結
- Funicular, Zagrebački holding, ZET（页面存档备份，存于）

45°48′51″N 15°58′24″E / 45.81417°N 15.97333°E